# Skönlitterära Författarsällskapet Stockholm Nord
Skönlitterära författarsällskapet Stockholm Nord, grundat 1995, är till för författare och har sin bas i norra Storstockholm. Sällskapet arbetar för att föra fram litteraturen och det litterära skapandet, samt, enligt sina stadgar, för att ”främja den fulla yttrandefriheten”. En parallellt organiserad vänförening samlar andra litterärt intresserade personer till stöd för sällskapet. 
Författarsällskapet har sin bas i Sollentuna, och medlemmarna har huvudsakligen hemortsrätt norr om Slussen. Bland dem återfinner man Folke Isaksson, Göran Sonnevi, Kjell E. Genberg, Daniel Sjölin, Lena Andersson, Birgitta Holm, Elisabet Nemert, Staffan Söderblom, Bure Holmbäck, Ulf Durling, Björn Ranelid och Anders Björnsson. Medlemmarna skriver inom många olika genrer såsom lyrik, dramatik, noveller, romaner, barnböcker, fackböcker och debattböcker.  
Sällskapet har en skriftserie, vilken från 1998 till 2017 har utkommit i sjutton titlar. Sällskapet ordnar också evenemang såsom uppläsningar och föreläsningar. Dessa har främst ägt rum i Restaurang Stinsvillan eller på Scandic Star Hotel, bägge i Sollentuna.

## Historia
Skönlitterära författarsällskapet Stockholm Nord har sina rötter i Sollentuna författarsällskap, vilket bildades 28 oktober 1996 av bl.a. Sven O. Bergkvist, Lennart Högman och Kurt Salomonson.
År 2002 ombildades Sollentuna författarsällskap till det nuvarande Skönlitterära författarsällskapet Stockholm Nord, vilket både innebar ett vidgat geografiskt upptagningsområde och en förändring av organisationens form och syften. Sällskapet har därefter endast varit öppet för invalda författare, vilka enligt inträdeskraven måste ha publicerats på etablerade förlag. Samtidigt med denna förändring grundades emellertid en vänförening till stöd för sällskapet, till vilken varje litterärt intresserad person kan ansluta sig. Vänföreningen leddes tidigare av Kärstin Björk Nilsson, nu av Inez Hallnäs.
Sven O. Bergkvist valdes 1996 till förste ordförande för det som då hette Sollentuna författarsällskap. Under större delen av Sällskapets existens, fram till sin avgång hösten 2010, var Lennart Högman dess ordförande. Han utsågs efter sin avgång till hedersordförande. Nuvarande ordförande är Gunnar Sahlin.

## Priser
Sällskapet har genom åren instiftat och utdelat flera priser, både med litterär och med bredare anknytning.

### Sven O. Bergkvist-priset
Sven O. Bergkvist-priset utdelades mellan 1999 och 2012 "till minne av den siste Klarabrodern", Sällskapets grundare och förste ordförande Bergkvist, i samarbete med ABF. Priset var på 5 000 kronor.
- 1999 – Kurt Salomonson
- 2000 – Ove Allansson
- 2001 – Sture Källberg
- 2002 – Folke Isaksson
- 2003 – Jan Guillou
- 2004 – P.C. Jersild
- 2005 – Gun-Britt Sundström
- 2006 – Lotta Gröning
- 2007 – Jonas Sima
- 2008 – Lena Andersson
- 2009 – Sven Olov Karlsson
- 2010 – Kerstin Svevar
- 2011 – Aino Trosell
- 2012 – Kjell Johansson

### Pankinpriset
Mellan 2008 och 2014 delade Sovjetunionens förre utrikesminister och ambassadör i Sverige, Boris Pankin, på Sällskapets vägnar ut ett pris i sitt eget namn, efter att själv ha varit förste mottagare år 2007.
- 2007 – Boris Pankin
- 2008 – America Vera-Zavala
- 2009 – Yukiko Duke
- 2010 – Nalin Pekgul
- 2011 – Marianne Ahrne
- 2012 – Anders Bodegård
- 2013 – Pierre Schori
- 2014 – Bengt Jangfeldt

### Högmanpriset
Sällskapet delade från 2011 till och med 2015 ut Lennart Högman-priset till personer "som arbetar i Högmans anda inom kulturfrämjande verksamhet och/eller folkbildning med tonvikt på integritet, civilkurage och rak dialog".
- 2011 – Lennart Högman
- 2012 – Göran Collert
- 2013 – Leif G. W. Persson och Johan Flyckt (delat pris)
- 2014 – Inga-Britt Ahlenius
- 2015 – Anders Sahlén och Birgitta Holm (delat pris)

### Helgapriset
Pris instiftat 2016, namngivet efter romanfiguren Helga Gregorius i  Hjalmar Söderbergs Doktor Glas.
- 2016 – Anne Swärd
- 2017 – Krister Henriksson
- 2018 – Bengt Ohlsson
- 2019 – Gun-Britt Sundström
- 2020 – Jesper Högström[7]